# Eleições autárquicas portuguesas de 2017 no distrito de Faro

## Resultados por Concelho
Os resultados nos Concelhos do Distrito de Faro foram os seguintes:

### Albufeira

#### Câmara Municipal
| Partido                 | Partido                        | Votos  | %               | +/-  | Vereadores | +/-     |
| ----------------------- | ------------------------------ | ------ | --------------- | ---- | ---------- | ------- |
|                         | Partido Social Democrata       | 5 834  | 42,55 / 100,00  | 6,61 | 4 / 7      | 1       |
|                         | Partido Socialista             | 4 731  | 34,51 / 100,00  | 2,75 | 3 / 7      | Estável |
|                         | Bloco de Esquerda              | 742    | 5,41 / 100,00   | -    | 0 / 7      | -       |
|                         | Coligação Democrática Unitária | 648    | 4,73 / 100,00   | 5,03 | 0 / 7      | Estável |
|                         | Pessoas–Animais–Natureza       | 514    | 3,75 / 100,00   | -    | 0 / 7      | -       |
|                         | CDS-MPT-PPM                    | 364    | 2,65 / 100,00   | 0,08 | 0 / 7      | Estável |
| Votos Inválidos         | Votos Inválidos                | 877    | 6,40 / 100,00   | 2,19 |            |         |
| Total                   | Total                          | 13 710 | 100,00 / 100,00 |      | 7 / 7      |         |
| Eleitorado/Participação | Eleitorado/Participação        | 34 784 | 39,29 / 100,00  | 1,72 |            |         |

| Freguesia                 | %     | %     | %    | %    | %    | %             | Votantes |
| Freguesia                 | PSD   | PS    | BE   | CDU  | PAN  | CDS- MPT- PPM | Votantes |
| ------------------------- | ----- | ----- | ---- | ---- | ---- | ------------- | -------- |
| Albufeira e Olhos de Água | 44,42 | 31,08 | 5,64 | 5,55 | 3,95 | 3,08          | 8 151    |
| Ferreiras                 | 39,94 | 36,92 | 6,08 | 4,13 | 3,58 | 2,31          | 2 516    |
| Guia                      | 43,95 | 37,37 | 4,43 | 2,87 | 3,35 | 1,62          | 1 670    |
| Paderne                   | 34,52 | 46,98 | 4,01 | 3,20 | 3,35 | 2,04          | 1 373    |
| Albufeira                 | 42,55 | 34,51 | 5,41 | 4,73 | 3,75 | 2,65          | 13 710   |

#### Assembleia Municipal
| Partido                 | Partido                        | Votos  | %               | +/-  | Deputados | +/- |
| ----------------------- | ------------------------------ | ------ | --------------- | ---- | --------- | --- |
|                         | Partido Social Democrata       | 5 386  | 39,29 / 100,00  | 6,68 | 10 / 21   | 2   |
|                         | Partido Socialista             | 4 784  | 34,90 / 100,00  | 3,13 | 8 / 21    | 1   |
|                         | Bloco de Esquerda              | 813    | 5,93 / 100,00   | -    | 1 / 21    | -   |
|                         | Coligação Democrática Unitária | 790    | 5,76 / 100,00   | 4,31 | 1 / 21    | 1   |
|                         | Pessoas–Animais–Natureza       | 629    | 4,59 / 100,00   | -    | 1 / 21    | -   |
|                         | CDS-MPT-PPM                    | 392    | 2,86 / 100,00   | 1,16 | 0 / 21    | 1   |
| Votos Inválidos         | Votos Inválidos                | 915    | 6,67 / 100,00   | 2,73 |           |     |
| Total                   | Total                          | 13 709 | 100,00 / 100,00 |      | 21 / 21   |     |
| Eleitorado/Participação | Eleitorado/Participação        | 34 896 | 39,29 / 100,00  | 1,73 |           |     |

| Freguesia                 | %     | %     | %    | %    | %    | %             | Votantes |
| Freguesia                 | PSD   | PS    | BE   | CDU  | PAN  | CDS- MPT- PPM | Votantes |
| ------------------------- | ----- | ----- | ---- | ---- | ---- | ------------- | -------- |
| Albufeira e Olhos de Água | 41,43 | 30,99 | 6,12 | 6,78 | 4,74 | 3,23          | 8 151    |
| Ferreiras                 | 36,54 | 37,06 | 6,88 | 5,21 | 4,29 | 2,78          | 2 515    |
| Guia                      | 40,12 | 39,40 | 4,61 | 3,23 | 4,37 | 1,98          | 1 670    |
| Paderne                   | 30,59 | 48,65 | 4,66 | 3,79 | 4,52 | 1,89          | 1 373    |
| Albufeira                 | 39,29 | 34,40 | 5,93 | 5,76 | 4,59 | 2,86          | 13 709   |

#### Juntas de Freguesia
| Partido                 | Partido                        | Votos  | %               | +/-  | Presidentes | +/-     | Mandatos | +/-     |
| ----------------------- | ------------------------------ | ------ | --------------- | ---- | ----------- | ------- | -------- | ------- |
|                         | Partido Social Democrata       | 5 318  | 38,79 / 100,00  | 4,47 | 1 / 4       | 1       | 22 / 50  | 3       |
|                         | Partido Socialista             | 5 188  | 37,84 / 100,00  | 3,55 | 3 / 4       | 1       | 24 / 50  | 3       |
|                         | Coligação Democrática Unitária | 743    | 5,42 / 100,00   | 3,82 | 0 / 4       | Estável | 1 / 50   | 1       |
|                         | Bloco de Esquerda              | 741    | 5,40 / 100,00   | -    | 0 / 4       | -       | 2 / 50   | -       |
|                         | CDS-MPT-PPM                    | 415    | 3,03 / 100,00   | 0,30 | 0 / 4       | Estável | 0 / 50   | Estável |
|                         | Pessoas–Animais–Natureza       | 392    | 2,86 / 100,00   | -    | 0 / 4       | -       | 1 / 50   | -       |
| Votos Inválidos         | Votos Inválidos                | 914    | 3,66 / 100,00   | 4,44 |             |         |          |         |
| Total                   | Total                          | 13 711 | 100,00 / 100,00 |      | 4 / 4       |         | 50 / 50  | 4       |
| Eleitorado/Participação | Eleitorado/Participação        | 34 896 | 39,29 / 100,00  | 1,73 |             |         |          |         |

| Freguesia                 | Partido Vencedor | Partido Vencedor         | %              | Mandatos |
| ------------------------- | ---------------- | ------------------------ | -------------- | -------- |
| Albufeira e Olhos de Água |                  | Partido Social Democrata | 41,00 / 100,00 | 9 / 19   |
| Ferreiras                 |                  | Partido Socialista       | 41,55 / 100,00 | 6 / 13   |
| Guia                      |                  | Partido Socialista       | 48,21 / 100,00 | 5 / 9    |
| Paderne                   |                  | Partido Socialista       | 57,90 / 100,00 | 6 / 9    |

### Alcoutim

#### Câmara Municipal
| Partido                 | Partido                        | Votos | %               | +/-   | Vereadores | +/-     |
| ----------------------- | ------------------------------ | ----- | --------------- | ----- | ---------- | ------- |
|                         | Partido Socialista             | 1 311 | 66,11 / 100,00  | 15,25 | 4 / 5      | 1       |
|                         | PSD-CDS-MPT-PPM                | 492   | 24,81 / 100,00  | -     | 1 / 5      | -       |
|                         | Coligação Democrática Unitária | 93    | 4,69 / 100,00   | 2,17  | 0 / 5      | Estável |
| Votos Inválidos         | Votos Inválidos                | 87    | 4,37 / 100,00   | 0,01  |            |         |
| Total                   | Total                          | 1983  | 100,00 / 100,00 |       | 5 / 5      |         |
| Eleitorado/Participação | Eleitorado/Participação        | 2 536 | 77,55 / 100,00  | 1,84  |            |         |

| Freguesia          | %     | %                  | %    | Votantes |
| Freguesia          | PS    | PSD- CDS- MPT- PPM | CDU  | Votantes |
| ------------------ | ----- | ------------------ | ---- | -------- |
| Alcoutim e Pereiro | 68,78 | 20,50              | 6,35 | 756      |
| Giões              | 57,67 | 32,32              | 5,52 | 163      |
| Martim Longo       | 65,21 | 26,71              | 3,84 | 730      |
| Vaqueiros          | 66,17 | 26,65              | 2,40 | 334      |
| Alcoutim           | 66,11 | 24,81              | 4,69 | 1 983    |

#### Assembleia Municipal
| Partido                 | Partido                        | Votos | %               | +/-   | Deputados | +/-     |
| ----------------------- | ------------------------------ | ----- | --------------- | ----- | --------- | ------- |
|                         | Partido Socialista             | 1 227 | 61,88 / 100,00  | 12,44 | 10 / 15   | 2       |
|                         | PSD-CDS-MPT-PPM                | 572   | 28,85 / 100,00  | -     | 5 / 15    | -       |
|                         | Coligação Democrática Unitária | 94    | 4,74 / 100,00   | 0,08  | 0 / 15    | Estável |
| Votos Inválidos         | Votos Inválidos                | 90    | 4,54 / 100,00   | 0,63  |           |         |
| Total                   | Total                          | 1 983 | 100,00 / 100,00 |       | 15 / 15   |         |
| Eleitorado/Participação | Eleitorado/Participação        | 2 557 | 77,55 / 100,00  | 1,73  |           |         |

| Freguesia          | %     | %                  | %    | Votantes |
| Freguesia          | PS    | PSD- CDS- MPT- PPM | CDU  | Votantes |
| ------------------ | ----- | ------------------ | ---- | -------- |
| Alcoutim e Pereiro | 63,89 | 25,79              | 6,22 | 756      |
| Giões              | 53,99 | 35,58              | 6,75 | 163      |
| Martim Longo       | 60,27 | 31,23              | 3,84 | 730      |
| Vaqueiros          | 64,67 | 27,25              | 2,40 | 334      |
| Alcoutim           | 61,88 | 28,85              | 4,74 | 1 983    |

#### Juntas de Freguesia
| Partido                 | Partido                        | Votos | %               | +/-  | Presidentes | +/-     | Mandatos | +/-     |
| ----------------------- | ------------------------------ | ----- | --------------- | ---- | ----------- | ------- | -------- | ------- |
|                         | Partido Socialista             | 1 199 | 60,46 / 100,00  | 8,64 | 4 / 4       | 1       | 18 / 28  | Estável |
|                         | PSD-CDS-MPT-PPM                | 620   | 31,27 / 100,00  | -    | 0 / 4       | -       | 10 / 28  | -       |
|                         | Coligação Democrática Unitária | 83    | 4,19 / 100,00   | 0,89 | 0 / 4       | Estável | 0 / 28   | Estável |
| Votos Inválidos         | Votos Inválidos                | 81    | 4,09 / 100,00   | 0,10 |             |         |          |         |
| Total                   | Total                          | 1 983 | 100,00 / 100,00 |      | 4 / 4       |         | 28 / 28  | 4       |
| Eleitorado/Participação | Eleitorado/Participação        | 2 557 | 77,55 / 100,00  | 1,80 |             |         |          |         |

| Freguesia          | Partido Vencedor | Partido Vencedor   | %              | Mandatos |
| ------------------ | ---------------- | ------------------ | -------------- | -------- |
| Alcoutim e Pereiro |                  | Partido Socialista | 64,95 / 100,00 | 5 / 7    |
| Giões              |                  | Partido Socialista | 51,53 / 100,00 | 4 / 7    |
| Martim Longo       |                  | Partido Socialista | 55,48 / 100,00 | 4 / 7    |
| Vaqueiros          |                  | Partido Socialista | 65,57 / 100,00 | 5 / 7    |

### Aljezur

#### Câmara Municipal
| Partido                 | Partido                        | Votos | %               | +/-  | Vereadores | +/- |
| ----------------------- | ------------------------------ | ----- | --------------- | ---- | ---------- | --- |
|                         | Partido Socialista             | 1 515 | 58,63 / 100,00  | 4,19 | 3 / 5      | 1   |
|                         | Coligação Democrática Unitária | 484   | 18,73 / 100,00  | 4,54 | 1 / 5      | 1   |
|                         | PSD-CDS-MPT                    | 427   | 16,52 / 100,00  | -    | 1 / 5      | -   |
| Votos Inválidos         | Votos Inválidos                | 158   | 6,12 / 100,00   | 0,80 |            |     |
| Total                   | Total                          | 2 584 | 100,00 / 100,00 |      | 5 / 5      |     |
| Eleitorado/Participação | Eleitorado/Participação        | 4 261 | 60,46 / 100,00  | 0,14 |            |     |

| Freguesia | %     | %     | %             | Votantes |
| Freguesia | PS    | CDU   | PSD- CDS- MPT | Votantes |
| --------- | ----- | ----- | ------------- | -------- |
| Aljezur   | 57,36 | 17,14 | 20,03         | 1 243    |
| Bordeira  | 56,06 | 13,64 | 26,77         | 198      |
| Odeceixe  | 60,61 | 26,14 | 7,77          | 528      |
| Rogil     | 60,33 | 17,24 | 13,66         | 615      |
| Aljezur   | 58,63 | 18,73 | 16,52         | 2 584    |

#### Assembleia Municipal
| Partido                 | Partido                        | Votos | %               | +/-  | Deputados | +/- |
| ----------------------- | ------------------------------ | ----- | --------------- | ---- | --------- | --- |
|                         | Partido Socialista             | 1 479 | 57,24 / 100,00  | 2,35 | 9 / 15    | 1   |
|                         | Coligação Democrática Unitária | 501   | 19,39 / 100,00  | 4,09 | 3 / 15    | 1   |
|                         | PSD-CDS-MPT                    | 444   | 17,18 / 100,00  | -    | 3 / 15    | -   |
| Votos Inválidos         | Votos Inválidos                | 160   | 6,20 / 100,00   | 1,94 |           |     |
| Total                   | Total                          | 2 584 | 100,00 / 100,00 |      | 15 / 15   |     |
| Eleitorado/Participação | Eleitorado/Participação        | 4 274 | 60,46 / 100,00  | 0,14 |           |     |

| Freguesia | %     | %     | %             | Votantes |
| Freguesia | PS    | CDU   | PSD- CDS- MPT | Votantes |
| --------- | ----- | ----- | ------------- | -------- |
| Aljezur   | 56,72 | 16,89 | 20,92         | 1 243    |
| Bordeira  | 52,02 | 16,67 | 27,27         | 198      |
| Odeceixe  | 57,95 | 26,89 | 9,09          | 528      |
| Rogil     | 59,35 | 18,86 | 13,33         | 615      |
| Aljezur   | 57,24 | 19,39 | 17,18         | 2 584    |

#### Juntas de Freguesia
| Partido                 | Partido                        | Votos | %               | +/-  | Presidentes | +/-     | Mandatos | +/- |
| ----------------------- | ------------------------------ | ----- | --------------- | ---- | ----------- | ------- | -------- | --- |
|                         | Partido Socialista             | 1 318 | 51,01 / 100,00  | 5,84 | 3 / 4       | 1       | 17 / 30  | 3   |
|                         | Coligação Democrática Unitária | 544   | 21,05 / 100,00  | 4,80 | 0 / 4       | Estável | 6 / 30   | 1   |
|                         | PSD-CDS-MPT                    | 335   | 12,96 / 100,00  | -    | 0 / 4       | -       | 4 / 30   | -   |
|                         | Grupo de Cidadãos              | 240   | 9,29 / 100,00   | -    | 1 / 4       | -       | 3 / 30   | -   |
| Votos Inválidos         | Votos Inválidos                | 147   | 5,69 / 100,00   | 2,83 |             |         |          |     |
| Total                   | Total                          | 2 584 | 100,00 / 100,00 |      | 4 / 4       |         | 30 / 30  |     |
| Eleitorado/Participação | Eleitorado/Participação        | 4 274 | 60,46 / 100,00  | 0,14 |             |         |          |     |

| Freguesia | Partido Vencedor | Partido Vencedor   | %              | Mandatos |
| --------- | ---------------- | ------------------ | -------------- | -------- |
| Aljezur   |                  | Partido Socialista | 54,06 / 100,00 | 5 / 9    |
| Bordeira  |                  | Partido Socialista | 51,01 / 100,00 | 4 / 7    |
| Odeceixe  |                  | Partido Socialista | 61,36 / 100,00 | 5 / 7    |
| Rogil     |                  | Grupo de Cidadãos  | 39,02 / 100,00 | 3 / 7    |

### Castro Marim

#### Câmara Municipal
| Partido                 | Partido                        | Votos | %               | +/-  | Vereadores | +/-     |
| ----------------------- | ------------------------------ | ----- | --------------- | ---- | ---------- | ------- |
|                         | PSD-CDS                        | 1 455 | 37,13 / 100,00  | -    | 2 / 5      | -       |
|                         | Partido Socialista             | 1 423 | 36,31 / 100,00  | 6,77 | 2 / 5      | Estável |
|                         | Castro Marim Primeiro          | 826   | 21,08 / 100,00  | Novo | 1 / 5      | Novo    |
|                         | Coligação Democrática Unitária | 93    | 2,37 / 100,00   | 0,58 | 0 / 5      | Estável |
| Votos Inválidos         | Votos Inválidos                | 122   | 3,11 / 100,00   | 0,79 |            |         |
| Total                   | Total                          | 3 919 | 100,00 / 100,00 |      | 5 / 5      |         |
| Eleitorado/Participação | Eleitorado/Participação        | 5 792 | 67,59 / 100,00  | 1,41 |            |         |

| Freguesia    | %        | %     | %     | %    | Votantes |
| Freguesia    | PSD- CDS | PS    | CM1   | CDU  | Votantes |
| ------------ | -------- | ----- | ----- | ---- | -------- |
| Altura       | 38,07    | 32,49 | 24,37 | 2,71 | 1 182    |
| Azinhal      | 40,18    | 24,34 | 29,91 | 1,76 | 341      |
| Castro Marim | 34,31    | 42,03 | 18,16 | 2,57 | 1 944    |
| Odeleite     | 44,47    | 30,75 | 18,36 | 1,11 | 452      |
| Castro Marim | 37,13    | 36,31 | 21,08 | 2,37 | 3 919    |

#### Câmara Municipal - Eleições Intercalares - 02/06/2019
| Partido                 | Partido                        | Votos | %               | +/-   | Vereadores | +/-     |
| ----------------------- | ------------------------------ | ----- | --------------- | ----- | ---------- | ------- |
|                         | PSD-CDS                        | 1 956 | 59,91 / 100,00  | 22,78 | 3 / 5      | 1       |
|                         | Partido Socialista             | 1 125 | 34,46 / 100,00  | 1,85  | 2 / 5      | Estável |
|                         | Coligação Democrática Unitária | 113   | 3,46 / 100,00   | 1,09  | 0 / 5      | Estável |
| Votos Inválidos         | Votos Inválidos                | 71    | 2,18 / 100,00   | 0,93  |            |         |
| Total                   | Total                          | 3 265 | 100,00 / 100,00 |       | 5 / 5      |         |
| Eleitorado/Participação | Eleitorado/Participação        | 5 849 | 55,82 / 100,00  | 11,77 |            |         |

| Freguesia    | %        | %     | %    | Votantes |
| Freguesia    | PSD- CDS | PS    | CDU  | Votantes |
| ------------ | -------- | ----- | ---- | -------- |
| Altura       | 58,25    | 34,00 | 5,54 | 903      |
| Azinhal      | 64,34    | 29,37 | 5,24 | 286      |
| Castro Marim | 58,62    | 36,24 | 2,57 | 1 711    |
| Odeleite     | 65,75    | 31,23 | 1,10 | 365      |
| Castro Marim | 59,91    | 34,46 | 3,46 | 3 265    |

#### Assembleia Municipal
| Partido                 | Partido                        | Votos | %               | +/-  | Deputados | +/-     |
| ----------------------- | ------------------------------ | ----- | --------------- | ---- | --------- | ------- |
|                         | Partido Socialista             | 1 488 | 37,97 / 100,00  | 5,96 | 6 / 15    | 2       |
|                         | PSD-CDS                        | 1 382 | 35,26 / 100,00  | -    | 6 / 15    | -       |
|                         | Castro Marim Primeiro          | 766   | 19,55 / 100,00  | Novo | 3 / 15    | Novo    |
|                         | Coligação Democrática Unitária | 140   | 3,57 / 100,00   | 0,83 | 0 / 15    | Estável |
| Votos Inválidos         | Votos Inválidos                | 143   | 3,65 / 100,00   | 0,70 |           |         |
| Total                   | Total                          | 3 919 | 100,00 / 100,00 |      | 15 / 15   |         |
| Eleitorado/Participação | Eleitorado/Participação        | 5 798 | 67,59 / 100,00  | 1,39 |           |         |

| Freguesia    | %     | %        | %     | %    | Votantes |
| Freguesia    | PS    | PSD- CDS | CM1   | CDU  | Votantes |
| ------------ | ----- | -------- | ----- | ---- | -------- |
| Altura       | 33,33 | 38,49    | 21,83 | 3,38 | 1 182    |
| Azinhal      | 26,69 | 35,78    | 30,21 | 3,23 | 341      |
| Castro Marim | 44,24 | 31,28    | 16,82 | 4,12 | 1 944    |
| Odeleite     | 31,64 | 43,58    | 17,26 | 1,99 | 452      |
| Castro Marim | 37,97 | 35,26    | 19,55 | 3,57 | 3 919    |

#### Juntas de Freguesia
| Partido                 | Partido                        | Votos | %               | +/-  | Presidentes | +/-     | Mandatos | +/-     |
| ----------------------- | ------------------------------ | ----- | --------------- | ---- | ----------- | ------- | -------- | ------- |
|                         | Partido Socialista             | 1 565 | 39,93 / 100,00  | 4,76 | 1 / 4       | 1       | 12 / 32  | 3       |
|                         | PSD-CDS                        | 1 331 | 33,96 / 100,00  | -    | 3 / 4       | -       | 14 / 32  | -       |
|                         | Grupo de Cidadãos              | 761   | 19,42 / 100,00  | -    | 0 / 4       | -       | 6 / 32   | -       |
|                         | Coligação Democrática Unitária | 132   | 3,37 / 100,00   | 1,16 | 0 / 4       | Estável | 0 / 32   | Estável |
| Votos Inválidos         | Votos Inválidos                | 130   | 3,32 / 100,00   | 0,96 |             |         |          |         |
| Total                   | Total                          | 3 919 | 100,00 / 100,00 |      | 4 / 4       |         | 32 / 32  |         |
| Eleitorado/Participação | Eleitorado/Participação        | 5 798 | 67,59 / 100,00  | 1,39 |             |         |          |         |

| Freguesia    | Partido Vencedor | Partido Vencedor   | %              | Mandatos |
| ------------ | ---------------- | ------------------ | -------------- | -------- |
| Altura       |                  | PSD-CDS            | 38,58 / 100,00 | 4 / 9    |
| Azinhal      |                  | PSD-CDS            | 34,31 / 100,00 | 3 / 7    |
| Castro Marim |                  | Partido Socialista | 47,99 / 100,00 | 5 / 9    |
| Odeleite     |                  | PSD-CDS            | 47,12 / 100,00 | 4 / 7    |

### Faro

#### Câmara Municipal
| Partido                 | Partido                        | Votos  | %               | +/-   | Vereadores | +/-     |
| ----------------------- | ------------------------------ | ------ | --------------- | ----- | ---------- | ------- |
|                         | PSD-CDS-MPT-PPM                | 11 753 | 43,94 / 100,00  | 10,00 | 5 / 9      | 1       |
|                         | Partido Socialista             | 10 181 | 38,06 / 100,00  | 5,74  | 4 / 9      | Estável |
|                         | Coligação Democrática Unitária | 1 975  | 7,38 / 100,00   | 5,38  | 0 / 9      | 1       |
|                         | Bloco de Esquerda              | 819    | 3,06 / 100,00   | 2,68  | 0 / 9      | Estável |
|                         | Pessoas–Animais–Natureza       | 620    | 2,32 / 100,00   | -     | 0 / 9      | -       |
|                         | Campanha do Amor               | 490    | 1,83 / 100,00   | Novo  | 0 / 9      | Novo    |
| Votos Inválidos         | Votos Inválidos                | 909    | 3,40 / 100,00   | 5,64  |            |         |
| Total                   | Total                          | 26 747 | 100,00 / 100,00 |       | 9 / 9      |         |
| Eleitorado/Participação | Eleitorado/Participação        | 56 399 | 47,32 / 100,00  | 3,67  |            |         |

| Freguesia             | %                  | %     | %     | %    | %    | %    | Votantes |
| Freguesia             | PSD- CDS- MPT- PPM | PS    | CDU   | BE   | PAN  | CA   | Votantes |
| --------------------- | ------------------ | ----- | ----- | ---- | ---- | ---- | -------- |
| Conceição e Estoi     | 35,83              | 47,83 | 5,54  | 2,88 | 1,89 | 1,70 | 3 232    |
| Faro (Sé e São Pedro) | 45,10              | 37,39 | 6,99  | 3,22 | 2,32 | 1,89 | 18 350   |
| Montenegro            | 49,94              | 33,19 | 5,72  | 3,08 | 3,08 | 1,64 | 3 604    |
| Santa Bárbara de Nexe | 33,25              | 37,03 | 19,67 | 1,60 | 1,41 | 1,86 | 1 561    |
| Faro                  | 43,94              | 38,06 | 7,38  | 3,06 | 2,32 | 1,83 | 26 747   |

#### Assembleia Municipal
| Partido                 | Partido                        | Votos  | %               | +/-  | Deputados | +/- |
| ----------------------- | ------------------------------ | ------ | --------------- | ---- | --------- | --- |
|                         | PSD-CDS-MPT-PPM                | 10 447 | 39,06 / 100,00  | 8,20 | 12 / 27   | 3   |
|                         | Partido Socialista             | 10 069 | 37,65 / 100,00  | 6,10 | 11 / 27   | 1   |
|                         | Coligação Democrática Unitária | 2 493  | 9,32 / 100,00   | 4,39 | 2 / 27    | 2   |
|                         | Bloco de Esquerda              | 1 405  | 5,25 / 100,00   | 1,12 | 1 / 27    | 1   |
|                         | Pessoas–Animais–Natureza       | 1 235  | 4,62 / 100,00   | -    | 1 / 27    | -   |
| Votos Inválidos         | Votos Inválidos                | 1 097  | 4,10 / 100,00   | 5,13 |           |     |
| Total                   | Total                          | 26 746 | 100,00 / 100,00 |      | 27 / 27   |     |
| Eleitorado/Participação | Eleitorado/Participação        | 56 524 | 47,32 / 100,00  | 3,68 |           |     |

| Freguesia             | %                  | %     | %     | %    | %    | Votantes |
| Freguesia             | PSD- CDS- MPT- PPM | PS    | CDU   | BE   | PAN  | Votantes |
| --------------------- | ------------------ | ----- | ----- | ---- | ---- | -------- |
| Conceição e Estoi     | 31,53              | 47,90 | 7,12  | 4,61 | 3,62 | 3 232    |
| Faro (Sé e São Pedro) | 40,39              | 37,00 | 8,80  | 5,51 | 4,59 | 18 350   |
| Montenegro            | 43,90              | 32,99 | 6,91  | 6,22 | 5,58 | 3 604    |
| Santa Bárbara de Nexe | 27,88              | 34,74 | 25,64 | 2,76 | 3,27 | 1 560    |
| Faro                  | 39,06              | 37,65 | 9,32  | 5,25 | 4,62 | 26 746   |

#### Juntas de Freguesia
| Partido                 | Partido                        | Votos  | %               | +/-  | Presidentes | +/-     | Mandatos | +/- |
| ----------------------- | ------------------------------ | ------ | --------------- | ---- | ----------- | ------- | -------- | --- |
|                         | Partido Socialista             | 10 641 | 39,78 / 100,00  | 3,29 | 1 / 4       | 1       | 23 / 54  | 1   |
|                         | PSD-CDS-MPT-PPM                | 10 096 | 37,74 / 100,00  | 7,22 | 2 / 4       | 1       | 22 / 54  | 3   |
|                         | Coligação Democrática Unitária | 2 971  | 11,11 / 100,00  | 3,11 | 1 / 4       | Estável | 8 / 54   | 2   |
|                         | Bloco de Esquerda              | 1 094  | 4,09 / 100,00   | 1,35 | 0 / 4       | Estável | 1 / 54   | 1   |
|                         | Pessoas–Animais–Natureza       | 799    | 2,99 / 100,00   | -    | 0 / 4       | -       | 0 / 54   | -   |
| Votos Inválidos         | Votos Inválidos                | 1 147  | 4,29 / 100,00   | 4,99 |             |         |          |     |
| Total                   | Total                          | 26 748 | 100,00 / 100,00 |      | 4 / 4       |         | 54 / 54  |     |
| Eleitorado/Participação | Eleitorado/Participação        | 56 524 | 47,32 / 100,00  | 3,66 |             |         |          |     |

| Freguesia             | Partido Vencedor | Partido Vencedor               | %              | Mandatos |
| --------------------- | ---------------- | ------------------------------ | -------------- | -------- |
| Conceição e Estoi     |                  | Partido Socialista             | 58,42 / 100,00 | 8 / 13   |
| Faro (Sé e São Pedro) |                  | PSD-CDS-MPT-PPM                | 39,26 / 100,00 | 9 / 19   |
| Montenegro            |                  | PSD-CDS-MPT-PPM                | 47,72 / 100,00 | 7 / 13   |
| Santa Bárbara de Nexe |                  | Coligação Democrática Unitária | 53,59 / 100,00 | 5 / 9    |

### Lagoa

#### Câmara Municipal
| Partido                 | Partido                        | Votos  | %               | +/-   | Vereadores | +/-     |
| ----------------------- | ------------------------------ | ------ | --------------- | ----- | ---------- | ------- |
|                         | Partido Socialista             | 5 655  | 61,00 / 100,00  | 19,32 | 5 / 7      | 1       |
|                         | Partido Social Democrata       | 2 174  | 23,45 / 100,00  | 15,90 | 2 / 7      | 1       |
|                         | Bloco de Esquerda              | 460    | 4,96 / 100,00   | 0,14  | 0 / 7      | Estável |
|                         | Coligação Democrática Unitária | 378    | 4,08 / 100,00   | 3,56  | 0 / 7      | Estável |
|                         | CDS-MPT-PPM                    | 237    | 2,56 / 100,00   | -     | 0 / 7      | -       |
| Votos Inválidos         | Votos Inválidos                | 366    | 3,95 / 100,00   | 2,28  |            |         |
| Total                   | Total                          | 9 270  | 100,00 / 100,00 |       | 7 / 7      |         |
| Eleitorado/Participação | Eleitorado/Participação        | 18 718 | 49,33 / 100,00  | 0,22  |            |         |

| Freguesia          | %     | %     | %    | %    | %             | Votantes |
| Freguesia          | PS    | PSD   | BE   | CDU  | CDS- MPT- PPM | Votantes |
| ------------------ | ----- | ----- | ---- | ---- | ------------- | -------- |
| Estômbar e Parchal | 59,27 | 22,55 | 7,01 | 4,92 | 2,36          | 3 597    |
| Ferragudo          | 67,64 | 14,83 | 6,06 | 4,55 | 1,73          | 924      |
| Lagoa e Carvoeiro  | 60,72 | 25,90 | 3,33 | 3,46 | 2,91          | 3 989    |
| Porches            | 62,63 | 25,39 | 2,50 | 2,76 | 2,63          | 760      |
| Lagoa              | 61,00 | 23,45 | 4,96 | 4,08 | 2,56          | 9 270    |

#### Assembleia Municipal
| Partido                 | Partido                        | Votos  | %               | +/-   | Deputados | +/-     |
| ----------------------- | ------------------------------ | ------ | --------------- | ----- | --------- | ------- |
|                         | Partido Socialista             | 5 364  | 57,86 / 100,00  | 14,79 | 14 / 21   | 4       |
|                         | Partido Social Democrata       | 2 229  | 24,05 / 100,00  | 10,15 | 5 / 21    | 3       |
|                         | Bloco de Esquerda              | 597    | 6,44 / 100,00   | 0,06  | 1 / 21    | Estável |
|                         | Coligação Democrática Unitária | 462    | 4,98 / 100,00   | 4,80  | 1 / 21    | 1       |
|                         | CDS-MPT-PPM                    | 258    | 2,78 / 100,00   | -     | 0 / 21    | -       |
| Votos Inválidos         | Votos Inválidos                | 360    | 3,89 / 100,00   | 2,68  |           |         |
| Total                   | Total                          | 9 270  | 100,00 / 100,00 |       | 21 / 21   |         |
| Eleitorado/Participação | Eleitorado/Participação        | 18 793 | 49,33 / 100,00  | 0,22  |           |         |

| Freguesia          | %     | %     | %    | %    | %             | Votantes |
| Freguesia          | PS    | PSD   | BE   | CDU  | CDS- MPT- PPM | Votantes |
| ------------------ | ----- | ----- | ---- | ---- | ------------- | -------- |
| Estômbar e Parchal | 55,99 | 22,52 | 8,87 | 6,39 | 2,59          | 3 597    |
| Ferragudo          | 63,53 | 15,91 | 7,58 | 5,74 | 1,62          | 924      |
| Lagoa e Carvoeiro  | 58,08 | 26,90 | 4,56 | 3,89 | 3,16          | 3 989    |
| Porches            | 58,68 | 26,18 | 3,42 | 3,16 | 3,16          | 760      |
| Lagoa              | 57,86 | 24,05 | 6,44 | 4,98 | 2,78          | 9 270    |

#### Juntas de Freguesia
| Partido                 | Partido                        | Votos  | %               | +/-   | Presidentes | +/-     | Mandatos | +/-     |
| ----------------------- | ------------------------------ | ------ | --------------- | ----- | ----------- | ------- | -------- | ------- |
|                         | Partido Socialista             | 5 631  | 60,74 / 100,00  | 13,74 | 4 / 4       | Estável | 33 / 44  | 9       |
|                         | Partido Social Democrata       | 2 077  | 22,41 / 100,00  | 10,74 | 0 / 4       | Estável | 10 / 44  | 6       |
|                         | Bloco de Esquerda              | 534    | 5,76 / 100,00   | 0,35  | 0 / 4       | Estável | 1 / 44   | Estável |
|                         | Coligação Democrática Unitária | 436    | 4,70 / 100,00   | 3,25  | 0 / 4       | Estável | 0 / 44   | 3       |
|                         | CDS-MPT-PPM                    | 224    | 2,42 / 100,00   | -     | 0 / 4       | -       | 0 / 44   | -       |
| Votos Inválidos         | Votos Inválidos                | 368    | 3,97 / 100,00   | 2,52  |             |         |          |         |
| Total                   | Total                          | 9 270  | 100,00 / 100,00 |       | 4 / 4       |         | 44 / 44  |         |
| Eleitorado/Participação | Eleitorado/Participação        | 18 793 | 49,33 / 100,00  | 0,22  |             |         |          |         |

| Freguesia          | Partido Vencedor | Partido Vencedor   | %              | Mandatos |
| ------------------ | ---------------- | ------------------ | -------------- | -------- |
| Estômbar e Parchal |                  | Partido Socialista | 58,33 / 100,00 | 9 / 13   |
| Ferragudo          |                  | Partido Socialista | 67,86 / 100,00 | 8 / 9    |
| Lagoa e Carvoeiro  |                  | Partido Socialista | 60,17 / 100,00 | 9 / 13   |
| Porches            |                  | Partido Socialista | 66,58 / 100,00 | 7 / 9    |

### Lagos

#### Câmara Municipal
| Partido                 | Partido                                   | Votos  | %               | +/-   | Vereadores | +/-     |
| ----------------------- | ----------------------------------------- | ------ | --------------- | ----- | ---------- | ------- |
|                         | Partido Socialista                        | 5 786  | 52,98 / 100,00  | 18,05 | 5 / 7      | 1       |
|                         | PSD-CDS-MPT-PPM                           | 1 493  | 13,67 / 100,00  | -     | 1 / 7      | -       |
|                         | Lagos com Futuro - Cidadãos Independentes | 1 300  | 11,90 / 100,00  | 1,56  | 1 / 7      | Estável |
|                         | Coligação Democrática Unitária            | 780    | 7,14 / 100,00   | 6,69  | 0 / 7      | 1       |
|                         | Bloco de Esquerda                         | 554    | 5,07 / 100,00   | 1,27  | 0 / 7      | Estável |
|                         | Pessoas–Animais–Natureza                  | 380    | 3,48 / 100,00   | -     | 0 / 7      | -       |
| Votos Inválidos         | Votos Inválidos                           | 628    | 5,75 / 100,00   | 2,88  |            |         |
| Total                   | Total                                     | 10 921 | 100,00 / 100,00 |       | 7 / 7      |         |
| Eleitorado/Participação | Eleitorado/Participação                   | 24 314 | 44,92 / 100,00  | 3,28  |            |         |

| Freguesia                     | %     | %                  | %     | %    | %    | %    | Votantes |
| Freguesia                     | PS    | PSD- CDS- MPT- PPM | LCF   | CDU  | BE   | PAN  | Votantes |
| ----------------------------- | ----- | ------------------ | ----- | ---- | ---- | ---- | -------- |
| Bensafrim e Barão de São João | 57,43 | 16,77              | 6,63  | 8,33 | 4,72 | 1,61 | 996      |
| Luz                           | 57,28 | 11,76              | 9,49  | 6,71 | 5,26 | 3,72 | 969      |
| Odiáxere                      | 62,20 | 13,92              | 7,49  | 6,08 | 3,17 | 2,03 | 1 135    |
| São Gonçalo de Lagos          | 50,54 | 13,48              | 13,51 | 7,20 | 5,37 | 3,90 | 7 821    |
| Lagos                         | 52,98 | 13,67              | 11,90 | 7,14 | 5,07 | 3,48 | 10 921   |

#### Assembleia Municipal
| Partido                 | Partido                                   | Votos  | %               | +/-   | Deputados | +/-     |
| ----------------------- | ----------------------------------------- | ------ | --------------- | ----- | --------- | ------- |
|                         | Partido Socialista                        | 5 213  | 47,72 / 100,00  | 16,16 | 11 / 21   | 3       |
|                         | PSD-CDS-MPT-PPM                           | 1 589  | 14,55 / 100,00  | -     | 3 / 21    | -       |
|                         | Lagos com Futuro - Cidadãos Independentes | 1 364  | 12,49 / 100,00  | 1,21  | 3 / 21    | Estável |
|                         | Coligação Democrática Unitária            | 940    | 8,61 / 100,00   | 4,78  | 2 / 21    | 1       |
|                         | Bloco de Esquerda                         | 698    | 6,39 / 100,00   | 1,88  | 1 / 21    | Estável |
|                         | Pessoas–Animais–Natureza                  | 470    | 4,30 / 100,00   | -     | 1 / 21    | -       |
| Votos Inválidos         | Votos Inválidos                           | 649    | 5,94 / 100,00   | 2,71  |           |         |
| Total                   | Total                                     | 10 923 | 100,00 / 100,00 |       | 21 / 21   |         |
| Eleitorado/Participação | Eleitorado/Participação                   | 24 314 | 44,92 / 100,00  | 3,27  |           |         |

| Freguesia                     | %     | %                  | %     | %    | %    | %    | Votantes |
| Freguesia                     | PS    | PSD- CDS- MPT- PPM | LCF   | CDU  | BE   | PAN  | Votantes |
| ----------------------------- | ----- | ------------------ | ----- | ---- | ---- | ---- | -------- |
| Bensafrim e Barão de São João | 52,11 | 16,57              | 7,93  | 9,24 | 6,63 | 2,21 | 996      |
| Luz                           | 51,91 | 13,00              | 10,63 | 7,64 | 5,68 | 5,47 | 969      |
| Odiáxere                      | 59,37 | 13,90              | 8,27  | 7,21 | 3,87 | 2,37 | 1 137    |
| São Gonçalo de Lagos          | 44,96 | 14,58              | 13,91 | 8,85 | 6,81 | 4,71 | 7 821    |
| Lagos                         | 47,72 | 14,55              | 12,49 | 8,61 | 6,39 | 4,30 | 10 923   |

#### Juntas de Freguesia
| Partido                 | Partido                        | Votos  | %               | +/-   | Presidentes | +/-     | Mandatos | +/- |
| ----------------------- | ------------------------------ | ------ | --------------- | ----- | ----------- | ------- | -------- | --- |
|                         | Partido Socialista             | 5 437  | 49,78 / 100,00  | 16,08 | 4 / 4       | Estável | 26 / 40  | 6   |
|                         | PSD-CDS-MPT-PPM                | 1 584  | 14,50 / 100,00  | -     | 0 / 4       | -       | 7 / 40   | -   |
|                         | Grupo de Cidadãos              | 1 559  | 14,27 / 100,00  | 0,85  | 0 / 4       | Estável | 3 / 40   | 3   |
|                         | Coligação Democrática Unitária | 901    | 8,25 / 100,00   | 4,70  | 0 / 4       | Estável | 3 / 40   | 1   |
|                         | Bloco de Esquerda              | 458    | 4,19 / 100,00   | 0,94  | 0 / 4       | Estável | 1 / 40   | 1   |
|                         | Pessoas–Animais–Natureza       | 355    | 3,25 / 100,00   | -     | 0 / 4       | -       | 0 / 40   | -   |
| Votos Inválidos         | Votos Inválidos                | 629    | 5,76 / 100,00   | 2,72  |             |         |          |     |
| Total                   | Total                          | 10 923 | 100,00 / 100,00 |       | 4 / 4       |         | 40 / 40  |     |
| Eleitorado/Participação | Eleitorado/Participação        | 24 314 | 44,92 / 100,00  | 3,29  |             |         |          |     |

| Freguesia                     | Partido Vencedor | Partido Vencedor   | %              | Mandatos |
| ----------------------------- | ---------------- | ------------------ | -------------- | -------- |
| Bensafrim e Barão de São João |                  | Partido Socialista | 52,11 / 100,00 | 6 / 9    |
| Luz                           |                  | Partido Socialista | 58,72 / 100,00 | 6 / 9    |
| Odiáxere                      |                  | Partido Socialista | 62,18 / 100,00 | 7 / 9    |
| São Gonçalo de Lagos          |                  | Partido Socialista | 46,57 / 100,00 | 7 / 13   |

### Loulé

#### Câmara Municipal
| Partido                 | Partido                        | Votos  | %               | +/-   | Vereadores | +/-     |
| ----------------------- | ------------------------------ | ------ | --------------- | ----- | ---------- | ------- |
|                         | Partido Socialista             | 17 573 | 65,90 / 100,00  | 17,56 | 7 / 9      | 2       |
|                         | PSD-CDS-MPT                    | 6 392  | 23,97 / 100,00  | -     | 2 / 9      | -       |
|                         | Coligação Democrática Unitária | 771    | 2,89 / 100,00   | 1,59  | 0 / 9      | Estável |
|                         | Bloco de Esquerda              | 758    | 2,84 / 100,00   | -     | 0 / 9      | -       |
| Votos Inválidos         | Votos Inválidos                | 1 172  | 4,40 / 100,00   | 3,06  |            |         |
| Total                   | Total                          | 26 666 | 100,00 / 100,00 |       | 9 / 9      |         |
| Eleitorado/Participação | Eleitorado/Participação        | 59 808 | 44,59 / 100,00  | 2,02  |            |         |

| Freguesia               | %     | %             | %    | %    | Votantes |
| Freguesia               | PS    | PSD- CDS- MPT | CDU  | BE   | Votantes |
| ----------------------- | ----- | ------------- | ---- | ---- | -------- |
| Almancil                | 64,44 | 22,55         | 4,24 | 2,98 | 3 020    |
| Alte                    | 59,60 | 28,02         | 6,14 | 1,98 | 1 010    |
| Ameixial                | 67,08 | 27,08         | 0,92 | 0,62 | 325      |
| Boliqueime              | 59,88 | 30,10         | 2,37 | 2,50 | 2 156    |
| Loulé (São Clemente)    | 70,21 | 19,86         | 2,84 | 3,19 | 7 106    |
| Loulé (São Sebastião)   | 60,19 | 30,26         | 2,41 | 2,85 | 2 944    |
| Quarteira               | 71,15 | 19,87         | 2,26 | 2,65 | 7 293    |
| Querença, Tôr e Benafim | 56,78 | 33,73         | 2,33 | 2,41 | 1 328    |
| Salir                   | 54,72 | 33,15         | 3,91 | 3,77 | 1 484    |
| Loulé                   | 65,90 | 23,97         | 2,89 | 2,84 | 26 666   |

#### Assembleia Municipal
| Partido                 | Partido                        | Votos  | %               | +/-   | Deputados | +/-     |
| ----------------------- | ------------------------------ | ------ | --------------- | ----- | --------- | ------- |
|                         | Partido Socialista             | 15 743 | 59,05 / 100,00  | 13,28 | 18 / 27   | 4       |
|                         | PSD-CDS-MPT                    | 7 169  | 26,89 / 100,00  | -     | 8 / 27    | -       |
|                         | Bloco de Esquerda              | 974    | 3,65 / 100,00   | 0,51  | 1 / 27    | Estável |
|                         | Coligação Democrática Unitária | 847    | 3,18 / 100,00   | 1,63  | 0 / 27    | 1       |
|                         | Pessoas–Animais–Natureza       | 804    | 3,02 / 100,00   | -     | 0 / 27    | -       |
| Votos Inválidos         | Votos Inválidos                | 1 124  | 4,21 / 100,00   | 3,43  |           |         |
| Total                   | Total                          | 26 661 | 100,00 / 100,00 |       | 27 / 27   |         |
| Eleitorado/Participação | Eleitorado/Participação        | 59 808 | 44,58 / 100,00  | 2,03  |           |         |

| Freguesia               | %     | %             | %    | %    | %    | Votantes |
| Freguesia               | PS    | PSD- CDS- MPT | BE   | CDU  | PAN  | Votantes |
| ----------------------- | ----- | ------------- | ---- | ---- | ---- | -------- |
| Almancil                | 59,24 | 22,95         | 2,95 | 4,27 | 5,76 | 3 020    |
| Alte                    | 55,16 | 29,76         | 2,48 | 6,85 | 1,79 | 1 008    |
| Ameixial                | 64,00 | 30,46         | 1,23 | 0,62 | 0,31 | 325      |
| Boliqueime              | 55,43 | 32,28         | 2,46 | 1,95 | 2,37 | 2 156    |
| Loulé (São Clemente)    | 60,29 | 24,77         | 4,38 | 3,24 | 3,57 | 7 106    |
| Loulé (São Sebastião)   | 51,46 | 35,70         | 3,97 | 2,72 | 1,66 | 2 944    |
| Quarteira               | 65,57 | 21,58         | 3,53 | 2,50 | 2,89 | 7 290    |
| Querença, Tôr e Benafim | 51,36 | 35,92         | 3,61 | 2,86 | 1,73 | 1 328    |
| Salir                   | 49,46 | 35,04         | 4,72 | 5,05 | 1,55 | 1 484    |
| Loulé                   | 59,05 | 26,89         | 3,65 | 3,18 | 3,02 | 26 661   |

#### Juntas de Freguesia
| Partido                 | Partido                        | Votos  | %               | +/-   | Presidentes | +/-     | Mandatos | +/-     |
| ----------------------- | ------------------------------ | ------ | --------------- | ----- | ----------- | ------- | -------- | ------- |
|                         | Partido Socialista             | 16 634 | 62,38 / 100,00  | 16,54 | 7 / 9       | 3       | 63 / 95  | 16      |
|                         | PSD-CDS-MPT                    | 6 824  | 25,59 / 100,00  | -     | 2 / 9       | -       | 30 / 95  | -       |
|                         | Coligação Democrática Unitária | 1 036  | 3,88 / 100,00   | 0,94  | 0 / 9       | Estável | 2 / 95   | 1       |
|                         | Bloco de Esquerda              | 688    | 2,58 / 100,00   | 0,49  | 0 / 9       | Estável | 0 / 95   | Estável |
|                         | Pessoas–Animais–Natureza       | 364    | 1,36 / 100,00   | -     | 0 / 9       | -       | 0 / 95   | -       |
| Votos Inválidos         | Votos Inválidos                | 1 121  | 4,20 / 100,00   | 2,68  |             |         |          |         |
| Total                   | Total                          | 26 667 | 100,00 / 100,00 |       | 9 / 9       |         | 95 / 95  |         |
| Eleitorado/Participação | Eleitorado/Participação        | 59 808 | 44,59 / 100,00  | 2,02  |             |         |          |         |

| Freguesia               | Partido Vencedor | Partido Vencedor   | %              | Mandatos |
| ----------------------- | ---------------- | ------------------ | -------------- | -------- |
| Almancil                |                  | Partido Socialista | 63,19 / 100,00 | 10 / 13  |
| Alte                    |                  | Partido Socialista | 54,26 / 100,00 | 5 / 9    |
| Ameixial                |                  | Partido Socialista | 71,08 / 100,00 | 5 / 7    |
| Boliqueime              |                  | Partido Socialista | 63,54 / 100,00 | 7 / 9    |
| Loulé (São Clemente)    |                  | Partido Socialista | 66,21 / 100,00 | 10 / 13  |
| Loulé (São Sebastião)   |                  | Partido Socialista | 50,31 / 100,00 | 7 / 13   |
| Quarteira               |                  | Partido Socialista | 72,48 / 100,00 | 11 / 13  |
| Querença, Tôr e Benafim |                  | PSD-CDS-MPT        | 50,45 / 100,00 | 5 / 9    |
| Salir                   |                  | PSD-CDS-MPT        | 43,40 / 100,00 | 4 / 9    |

### Monchique

#### Câmara Municipal
| Partido                 | Partido                        | Votos | %               | +/-  | Vereadores | +/-     |
| ----------------------- | ------------------------------ | ----- | --------------- | ---- | ---------- | ------- |
|                         | Partido Social Democrata       | 1 517 | 43,50 / 100,00  | 3,92 | 3 / 5      | Estável |
|                         | Partido Socialista             | 1 306 | 37,45 / 100,00  | 5,26 | 2 / 5      | Estável |
|                         | Cidadãos por Monchique         | 397   | 11,39 / 100,00  | Novo | 0 / 5      | Novo    |
|                         | Coligação Democrática Unitária | 142   | 4,07 / 100,00   | 0,87 | 0 / 5      | Estável |
| Votos Inválidos         | Votos Inválidos                | 125   | 3,58 / 100,00   | 1,36 |            |         |
| Total                   | Total                          | 3 487 | 100,00 / 100,00 |      | 5 / 5      |         |
| Eleitorado/Participação | Eleitorado/Participação        | 4 840 | 72,05 / 100,00  | 1,13 |            |         |

| Freguesia | %     | %     | %     | %    | Votantes |
| Freguesia | PSD   | PS    | CPM   | CDU  | Votantes |
| --------- | ----- | ----- | ----- | ---- | -------- |
| Alferce   | 30,40 | 55,51 | 7,93  | 2,64 | 227      |
| Marmelete | 60,61 | 25,60 | 6,13  | 3,72 | 457      |
| Monchique | 41,78 | 37,92 | 12,52 | 4,25 | 2 803    |
| Monchique | 43,50 | 37,45 | 11,39 | 4,07 | 3 487    |

#### Assembleia Municipal
| Partido                 | Partido                        | Votos | %               | +/-  | Deputados | +/-     |
| ----------------------- | ------------------------------ | ----- | --------------- | ---- | --------- | ------- |
|                         | Partido Socialista             | 1 361 | 39,03 / 100,00  | 4,93 | 6 / 15    | Estável |
|                         | Partido Social Democrata       | 1 356 | 38,89 / 100,00  | 4,87 | 6 / 15    | 1       |
|                         | Cidadãos por Monchique         | 412   | 11,82 / 100,00  | Novo | 2 / 15    | Novo    |
|                         | Coligação Democrática Unitária | 215   | 6,17 / 100,00   | 0,05 | 1 / 15    | Estável |
| Votos Inválidos         | Votos Inválidos                | 143   | 4,10 / 100,00   | 1,64 |           |         |
| Total                   | Total                          | 3 487 | 100,00 / 100,00 |      | 15 / 15   |         |
| Eleitorado/Participação | Eleitorado/Participação        | 4 840 | 72,05 / 100,00  | 1,13 |           |         |

| Freguesia | %     | %     | %     | %    | Votantes |
| Freguesia | PS    | PSD   | CPM   | CDU  | Votantes |
| --------- | ----- | ----- | ----- | ---- | -------- |
| Alferce   | 55,07 | 28,63 | 8,37  | 3,52 | 227      |
| Marmelete | 24,51 | 60,61 | 6,13  | 4,60 | 457      |
| Monchique | 40,10 | 36,18 | 13,02 | 6,64 | 2 803    |
| Monchique | 39,03 | 38,89 | 11,82 | 6,17 | 3 487    |

#### Juntas de Freguesia
| Partido                 | Partido                        | Votos | %               | +/-  | Presidentes | +/-     | Mandatos | +/-     |
| ----------------------- | ------------------------------ | ----- | --------------- | ---- | ----------- | ------- | -------- | ------- |
|                         | Partido Socialista             | 1 661 | 47,63 / 100,00  | 3,95 | 2 / 3       | Estável | 12 / 23  | 1       |
|                         | Partido Social Democrata       | 1 219 | 34,96 / 100,00  | 3,75 | 1 / 3       | Estável | 10 / 23  | 1       |
|                         | Grupo de Cidadãos              | 329   | 9,44 / 100,00   | 1,63 | 0 / 3       | Estável | 1 / 23   | Estável |
|                         | Coligação Democrática Unitária | 144   | 4,13 / 100,00   | 0,73 | 0 / 3       | Estável | 0 / 23   | Estável |
| Votos Inválidos         | Votos Inválidos                | 134   | 3,84 / 100,00   | 1,10 |             |         |          |         |
| Total                   | Total                          | 3 487 | 100,00 / 100,00 |      | 3 / 3       |         | 23 / 23  |         |
| Eleitorado/Participação | Eleitorado/Participação        | 4 840 | 72,05 / 100,00  | 1,13 |             |         |          |         |

| Freguesia | Partido Vencedor | Partido Vencedor         | %              | Mandatos |
| --------- | ---------------- | ------------------------ | -------------- | -------- |
| Alferce   |                  | Partido Socialista       | 63,00 / 100,00 | 5 / 7    |
| Marmelete |                  | Partido Social Democrata | 66,74 / 100,00 | 5 / 7    |
| Monchique |                  | Partido Socialista       | 50,41 / 100,00 | 5 / 9    |

### Olhão

#### Câmara Municipal
| Partido                 | Partido                        | Votos  | %               | +/-   | Vereadores | +/-  |
| ----------------------- | ------------------------------ | ------ | --------------- | ----- | ---------- | ---- |
|                         | Partido Socialista             | 8 542  | 51,75 / 100,00  | 19,15 | 5 / 7      | 2    |
|                         | PSD-CDS-MPT-PPM                | 4 299  | 26,05 / 100,00  | -     | 2 / 7      | -    |
|                         | Bloco de Esquerda              | 1 312  | 7,95 / 100,00   | 1,45  | 0 / 7      | 1    |
|                         | Coligação Democrática Unitária | 1 302  | 7,89 / 100,00   | 4,05  | 0 / 7      | 1    |
|                         | Olhão pelo Cidadão Movimento   | 325    | 1,97 / 100,00   | Novo  | 0 / 7      | Novo |
| Votos Inválidos         | Votos Inválidos                | 725    | 4,39 / 100,00   | 3,87  |            |      |
| Total                   | Total                          | 16 505 | 100,00 / 100,00 |       | 7 / 7      |      |
| Eleitorado/Participação | Eleitorado/Participação        | 37 558 | 43,95 / 100,00  | 2,39  |            |      |

| Freguesia             | %     | %                  | %     | %    | %    | Votantes |
| Freguesia             | PS    | PSD- CDS- MPT- PPM | BE    | CDU  | OCM  | Votantes |
| --------------------- | ----- | ------------------ | ----- | ---- | ---- | -------- |
| Moncarapacho e Fuseta | 45,98 | 34,66              | 6,11  | 6,84 | 1,29 | 4 108    |
| Olhão                 | 52,92 | 24,92              | 8,58  | 7,52 | 2,21 | 5 117    |
| Pechão                | 52,81 | 19,43              | 11,94 | 9,65 | 1,53 | 1 441    |
| Quelfes               | 54,53 | 22,61              | 7,71  | 8,51 | 2,35 | 5 839    |
| Olhão                 | 51,75 | 26,05              | 7,95  | 7,89 | 1,97 | 16 505   |

#### Assembleia Municipal
| Partido                 | Partido                        | Votos  | %               | +/-   | Deputados | +/- |
| ----------------------- | ------------------------------ | ------ | --------------- | ----- | --------- | --- |
|                         | Partido Socialista             | 7 963  | 48,19 / 100,00  | 17,25 | 11 / 21   | 3   |
|                         | PSD-CDS-MPT-PPM                | 4 477  | 27,09 / 100,00  | -     | 6 / 21    | -   |
|                         | Bloco de Esquerda              | 1 673  | 10,12 / 100,00  | 1,39  | 2 / 21    | 1   |
|                         | Coligação Democrática Unitária | 1 613  | 9,76 / 100,00   | 3,29  | 2 / 21    | 1   |
| Votos Inválidos         | Votos Inválidos                | 799    | 4,83 / 100,00   | 4,03  |           |     |
| Total                   | Total                          | 16 525 | 100,00 / 100,00 |       | 21 / 21   |     |
| Eleitorado/Participação | Eleitorado/Participação        | 37 558 | 44,00 / 100,00  | 2,45  |           |     |

| Freguesia             | %     | %                  | %     | %     | Votantes |
| Freguesia             | PS    | PSD- CDS- MPT- PPM | BE    | CDU   | Votantes |
| --------------------- | ----- | ------------------ | ----- | ----- | -------- |
| Moncarapacho e Fuseta | 41,92 | 36,22              | 7,40  | 8,96  | 4 108    |
| Olhão                 | 50,05 | 25,52              | 10,92 | 9,40  | 5 137    |
| Pechão                | 48,30 | 19,85              | 14,92 | 11,24 | 1 441    |
| Quelfes               | 50,93 | 23,84              | 10,16 | 10,28 | 5 839    |
| Olhão                 | 48,19 | 27,09              | 10,12 | 9,76  | 16 525   |

#### Juntas de Freguesia
| Partido                 | Partido                        | Votos  | %               | +/-   | Presidentes | +/-     | Mandatos | +/- |
| ----------------------- | ------------------------------ | ------ | --------------- | ----- | ----------- | ------- | -------- | --- |
|                         | Partido Socialista             | 7 848  | 47,52 / 100,00  | 14,66 | 3 / 4       | 1       | 26 / 48  | 7   |
|                         | PSD-CDS-MPT-PPM                | 4 891  | 29,62 / 100,00  | -     | 1 / 4       | -       | 15 / 48  | -   |
|                         | Coligação Democrática Unitária | 1 548  | 9,37 / 100,00   | 2,73  | 0 / 4       | Estável | 4 / 48   | 3   |
|                         | Bloco de Esquerda              | 1 466  | 8,88 / 100,00   | 2,05  | 0 / 4       | Estável | 3 / 48   | 3   |
| Votos Inválidos         | Votos Inválidos                | 762    | 4,61 / 100,00   | 3,13  |             |         |          |     |
| Total                   | Total                          | 16 515 | 100,00 / 100,00 |       | 4 / 4       |         | 48 / 48  |     |
| Eleitorado/Participação | Eleitorado/Participação        | 37 558 | 43,97 / 100,00  | 2,43  |             |         |          |     |

| Freguesia             | Partido Vencedor | Partido Vencedor   | %              | Mandatos |
| --------------------- | ---------------- | ------------------ | -------------- | -------- |
| Moncarapacho e Fuseta |                  | PSD-CDS-MPT-PPM    | 44,13 / 100,00 | 7 / 13   |
| Olhão                 |                  | Partido Socialista | 49,65 / 100,00 | 7 / 13   |
| Pechão                |                  | Partido Socialista | 53,78 / 100,00 | 6 / 9    |
| Quelfes               |                  | Partido Socialista | 51,30 / 100,00 | 8 / 13   |

### Portimão

#### Câmara Municipal
| Partido                 | Partido                        | Votos  | %               | +/-   | Vereadores | +/-     |
| ----------------------- | ------------------------------ | ------ | --------------- | ----- | ---------- | ------- |
|                         | Partido Socialista             | 8 896  | 44,56 / 100,00  | 14,51 | 4 / 7      | 1       |
|                         | CDS-PSD-MPT-PPM                | 4 862  | 24,36 / 100,00  | -     | 2 / 7      | -       |
|                         | Bloco de Esquerda              | 2 327  | 11,66 / 100,00  | 0,62  | 1 / 7      | Estável |
|                         | Coligação Democrática Unitária | 1 553  | 7,78 / 100,00   | 4,33  | 0 / 7      | 1       |
|                         | Nós, Cidadãos!                 | 1 175  | 5,89 / 100,00   | Novo  | 0 / 7      | Novo    |
| Votos Inválidos         | Votos Inválidos                | 1 149  | 5,76 / 100,00   | 4,18  |            |         |
| Total                   | Total                          | 18 962 | 100,00 / 100,00 |       | 7 / 7      |         |
| Eleitorado/Participação | Eleitorado/Participação        | 48 497 | 41,16 / 100,00  | 1,23  |            |         |

| Freguesia          | %     | %                  | %     | %    | %    | Votantes |
| Freguesia          | PS    | CDS- PSD- MPT- PPM | BE    | CDU  | NC   | Votantes |
| ------------------ | ----- | ------------------ | ----- | ---- | ---- | -------- |
| Alvor              | 48,07 | 22,75              | 10,16 | 7,51 | 6,17 | 2 303    |
| Mexilhoeira Grande | 54,22 | 16,36              | 11,71 | 7,36 | 4,13 | 1 767    |
| Portimão           | 42,98 | 25,48              | 11,87 | 7,87 | 6,04 | 15 892   |
| Portimão           | 44,56 | 24,36              | 11,66 | 7,78 | 5,89 | 19 962   |

#### Assembleia Municipal
| Partido                 | Partido                        | Votos  | %               | +/-   | Deputados | +/-     |
| ----------------------- | ------------------------------ | ------ | --------------- | ----- | --------- | ------- |
|                         | Partido Socialista             | 8 250  | 41,33 / 100,00  | 12,00 | 9 / 21    | 2       |
|                         | CDS-PSD-MPT-PPM                | 4 960  | 24,85 / 100,00  | -     | 6 / 21    | -       |
|                         | Bloco de Esquerda              | 2 545  | 12,75 / 100,00  | 0,37  | 3 / 21    | Estável |
|                         | Coligação Democrática Unitária | 1 686  | 8,45 / 100,00   | 4,42  | 2 / 21    | 1       |
|                         | Nós, Cidadãos!                 | 1 328  | 6,65 / 100,00   | Novo  | 1 / 21    | Novo    |
| Votos Inválidos         | Votos Inválidos                | 1 191  | 5,97 / 100,00   | 4,08  |           |         |
| Total                   | Total                          | 19 960 | 100,00 / 100,00 |       | 21 / 21   |         |
| Eleitorado/Participação | Eleitorado/Participação        | 48 497 | 41,16 / 100,00  | 1,23  |           |         |

| Freguesia          | %     | %                  | %     | %    | %    | Votantes |
| Freguesia          | PS    | CDS- PSD- MPT- PPM | BE    | CDU  | NC   | Votantes |
| ------------------ | ----- | ------------------ | ----- | ---- | ---- | -------- |
| Alvor              | 44,25 | 22,97              | 11,77 | 8,38 | 7,25 | 2 303    |
| Mexilhoeira Grande | 52,18 | 17,66              | 11,38 | 7,58 | 4,41 | 1 767    |
| Portimão           | 39,70 | 25,92              | 13,05 | 8,55 | 6,82 | 15 890   |
| Portimão           | 41,33 | 24,85              | 12,75 | 8,45 | 6,65 | 19 960   |

#### Juntas de Freguesia
| Partido                 | Partido                        | Votos  | %               | +/-   | Presidentes | +/-     | Mandatos | +/-     |
| ----------------------- | ------------------------------ | ------ | --------------- | ----- | ----------- | ------- | -------- | ------- |
|                         | Partido Socialista             | 9 280  | 46,49 / 100,00  | 14,88 | 3 / 3       | Estável | 25 / 43  | 10      |
|                         | CDS-PSD-MPT-PPM                | 4 523  | 22,66 / 100,00  | -     | 0 / 3       | -       | 9 / 43   | -       |
|                         | Bloco de Esquerda              | 2 276  | 11,40 / 100,00  | 0,69  | 0 / 3       | Estável | 5 / 43   | Estável |
|                         | Coligação Democrática Unitária | 1 536  | 7,69 / 100,00   | 4,48  | 0 / 3       | Estável | 2 / 43   | 2       |
|                         | Nós, Cidadãos!                 | 1 264  | 6,33 / 100,00   | Novo  | 0 / 3       | Novo    | 2 / 43   | Novo    |
| Votos Inválidos         | Votos Inválidos                | 1 084  | 5,43 / 100,00   | 4,53  |             |         |          |         |
| Total                   | Total                          | 19 963 | 100,00 / 100,00 |       | 3 / 3       |         | 43 / 43  | 6       |
| Eleitorado/Participação | Eleitorado/Participação        | 48 497 | 41,16 / 100,00  | 1,23  |             |         |          |         |

| Freguesia          | Partido Vencedor | Partido Vencedor   | %              | Mandatos |
| ------------------ | ---------------- | ------------------ | -------------- | -------- |
| Alvor              |                  | Partido Socialista | 51,78 / 100,00 | 7 / 13   |
| Mexilhoeira Grande |                  | Partido Socialista | 57,39 / 100,00 | 7 / 9    |
| Portimão           |                  | Partido Socialista | 44,51 / 100,00 | 11 / 19  |

### São Brás de Alportel

#### Câmara Municipal
| Partido                 | Partido                        | Votos | %               | +/-   | Vereadores | +/-     |
| ----------------------- | ------------------------------ | ----- | --------------- | ----- | ---------- | ------- |
|                         | Partido Socialista             | 3 218 | 61,80 / 100,00  | 16,11 | 4 / 5      | 1       |
|                         | PSD-CDS-MPT-PPM                | 1 481 | 28,44 / 100,00  | -     | 1 / 5      | -       |
|                         | Coligação Democrática Unitária | 328   | 6,30 / 100,00   | 1,36  | 0 / 5      | Estável |
| Votos Inválidos         | Votos Inválidos                | 180   | 3,46 / 100,00   | 0,95  |            |         |
| Total                   | Total                          | 5 207 | 100,00 / 100,00 |       | 5 / 5      |         |
| Eleitorado/Participação | Eleitorado/Participação        | 9 185 | 56,69 / 100,00  | 0,19  |            |         |

| Freguesia            | %     | %                  | %    | Votantes |
| Freguesia            | PS    | PSD- CDS- MPT- PPM | CDU  | Votantes |
| -------------------- | ----- | ------------------ | ---- | -------- |
| São Brás de Alportel | 61,80 | 28,44              | 6,30 | 5 207    |
| São Brás de Alportel | 61,80 | 28,44              | 6,30 | 5 207    |

#### Assembleia Municipal
| Partido                 | Partido                        | Votos | %               | +/-  | Deputados | +/-     |
| ----------------------- | ------------------------------ | ----- | --------------- | ---- | --------- | ------- |
|                         | Partido Socialista             | 3 063 | 58,82 / 100,00  | 5,30 | 9 / 15    | Estável |
|                         | PSD-CDS-MPT-PPM                | 1 539 | 29,56 / 100,00  | -    | 5 / 15    | -       |
|                         | Coligação Democrática Unitária | 388   | 7,45 / 100,00   | 1,49 | 1 / 15    | Estável |
| Votos Inválidos         | Votos Inválidos                | 217   | 4,17 / 100,00   | 0,45 |           |         |
| Total                   | Total                          | 5 207 | 100,00 / 100,00 |      | 15 / 15   |         |
| Eleitorado/Participação | Eleitorado/Participação        | 9 185 | 56,69 / 100,00  | 0,22 |           |         |

| Freguesia            | %     | %                  | %    | Votantes |
| Freguesia            | PS    | PSD- CDS- MPT- PPM | CDU  | Votantes |
| -------------------- | ----- | ------------------ | ---- | -------- |
| São Brás de Alportel | 58,82 | 29,56              | 7,45 | 5 207    |
| São Brás de Alportel | 58,82 | 29,56              | 7,45 | 5 207    |

#### Juntas de Freguesia
| Partido                 | Partido                        | Votos | %               | +/-  | Presidentes | +/-     | Mandatos | +/-     |
| ----------------------- | ------------------------------ | ----- | --------------- | ---- | ----------- | ------- | -------- | ------- |
|                         | Partido Socialista             | 3 234 | 62,11 / 100,00  | 4,92 | 1 / 1       | Estável | 9 / 13   | 1       |
|                         | PSD-CDS-MPT-PPM                | 1 406 | 27,00 / 100,00  | -    | 0 / 1       | -       | 3 / 13   | -       |
|                         | Coligação Democrática Unitária | 375   | 7,20 / 100,00   | 0,69 | 0 / 1       | Estável | 1 / 13   | Estável |
| Votos Inválidos         | Votos Inválidos                | 192   | 3,68 / 100,00   | 0,71 |             |         |          |         |
| Total                   | Total                          | 5 207 | 100,00 / 100,00 |      | 1 / 1       |         | 13 / 13  |         |
| Eleitorado/Participação | Eleitorado/Participação        | 9 185 | 56,69 / 100,00  | 0,22 |             |         |          |         |

| Freguesia            | Partido Vencedor | Partido Vencedor   | %              | Mandatos |
| -------------------- | ---------------- | ------------------ | -------------- | -------- |
| São Brás de Alportel |                  | Partido Socialista | 62,11 / 100,00 | 9 / 13   |

### Silves

#### Câmara Municipal
| Partido                 | Partido                        | Votos  | %               | +/-   | Vereadores | +/-     |
| ----------------------- | ------------------------------ | ------ | --------------- | ----- | ---------- | ------- |
|                         | Coligação Democrática Unitária | 8 177  | 52,65 / 100,00  | 17,97 | 4 / 7      | 1       |
|                         | Partido Social Democrata       | 3 356  | 21,61 / 100,00  | 5,71  | 2 / 7      | Estável |
|                         | Partido Socialista             | 2 234  | 14,39 / 100,00  | 11,23 | 1 / 7      | 1       |
|                         | Bloco de Esquerda              | 494    | 3,18 / 100,00   | 1,91  | 0 / 7      |         |
|                         | CDS-PPM                        | 360    | 2,32 / 100,00   | -     | 0 / 7      | -       |
| Votos Inválidos         | Votos Inválidos                | 909    | 5,85 / 100,00   | 1,44  |            |         |
| Total                   | Total                          | 15 530 | 100,00 / 100,00 |       | 7 / 7      |         |
| Eleitorado/Participação | Eleitorado/Participação        | 30 218 | 51,39 / 100,00  | 0,48  |            |         |

| Freguesia                  | %     | %     | %     | %    | %        | Votantes |
| Freguesia                  | CDU   | PSD   | PS    | BE   | CDS- PPM | Votantes |
| -------------------------- | ----- | ----- | ----- | ---- | -------- | -------- |
| Alcantarilha e Pêra        | 40,17 | 23,10 | 25,53 | 3,12 | 2,22     | 1 892    |
| Algoz e Tunes              | 36,10 | 31,18 | 18,73 | 5,16 | 2,50     | 2 482    |
| Armação de Pêra            | 28,93 | 42,41 | 14,47 | 5,08 | 1,91     | 1 832    |
| São Bartolomeu de Messines | 76,20 | 8,17  | 8,80  | 1,21 | 1,76     | 3 979    |
| São Marcos da Serra        | 43,70 | 35,04 | 11,02 | 1,44 | 2,23     | 762      |
| Silves                     | 57,30 | 16,93 | 12,81 | 3,38 | 2,92     | 4 583    |
| Silves                     | 52,65 | 21,61 | 14,39 | 3,18 | 2,32     | 15 530   |

#### Assembleia Municipal
| Partido                 | Partido                        | Votos  | %               | +/-   | Deputados | +/-     |
| ----------------------- | ------------------------------ | ------ | --------------- | ----- | --------- | ------- |
|                         | Coligação Democrática Unitária | 7 169  | 46,19 / 100,00  | 13,12 | 11 / 21   | 3       |
|                         | Partido Social Democrata       | 3 512  | 22,63 / 100,00  | 5,00  | 5 / 21    | 1       |
|                         | Partido Socialista             | 2 807  | 18,09 / 100,00  | 6,47  | 4 / 21    | 2       |
|                         | Bloco de Esquerda              | 675    | 4,35 / 100,00   | 2,25  | 1 / 21    | Estável |
| Votos Inválidos         | Votos Inválidos                | 1 358  | 8,75 / 100,00   | 0,62  |           |         |
| Total                   | Total                          | 15 521 | 100,00 / 100,00 |       | 21 / 21   |         |
| Eleitorado/Participação | Eleitorado/Participação        | 30 218 | 51,36 / 100,00  | 0,49  |           |         |

| Freguesia                  | %     | %     | %     | %    | Votantes |
| Freguesia                  | CDU   | PSD   | PS    | BE   | Votantes |
| -------------------------- | ----- | ----- | ----- | ---- | -------- |
| Alcantarilha e Pêra        | 32,35 | 23,63 | 30,97 | 4,18 | 1 892    |
| Algoz e Tunes              | 27,71 | 35,03 | 21,76 | 6,27 | 2 472    |
| Armação de Pêra            | 24,54 | 41,38 | 17,99 | 6,49 | 1 834    |
| São Bartolomeu de Messines | 69,63 | 9,20  | 13,20 | 1,91 | 3 977    |
| São Marcos da Serra        | 32,55 | 39,76 | 15,62 | 2,10 | 762      |
| Silves                     | 52,47 | 16,82 | 15,47 | 5,02 | 4 584    |
| Silves                     | 46,19 | 22,63 | 18,09 | 4,35 | 15 521   |

#### Juntas de Freguesia
| Partido                 | Partido                        | Votos  | %               | +/-   | Presidentes | +/-     | Mandatos | +/-     |
| ----------------------- | ------------------------------ | ------ | --------------- | ----- | ----------- | ------- | -------- | ------- |
|                         | Coligação Democrática Unitária | 8 024  | 51,64 / 100,00  | 13,71 | 2 / 6       | Estável | 30 / 62  | 8       |
|                         | Partido Social Democrata       | 3 916  | 25,20 / 100,00  | 3,64  | 3 / 6       | Estável | 22 / 62  | 1       |
|                         | Partido Socialista             | 2 551  | 16,42 / 100,00  | 6,87  | 1 / 6       | Estável | 10 / 62  | 6       |
|                         | Bloco de Esquerda              | 223    | 1,44 / 100,00   | 0,68  | 0 / 6       | Estável | 0 / 62   | Estável |
| Votos Inválidos         | Votos Inválidos                | 823    | 5,29 / 100,00   | 1,02  |             |         |          |         |
| Total                   | Total                          | 15 537 | 100,00 / 100,00 |       | 6 / 6       |         | 62 / 62  |         |
| Eleitorado/Participação | Eleitorado/Participação        | 30 218 | 51,42 / 100,00  | 0,34  |             |         |          |         |

| Freguesia                  | Partido Vencedor | Partido Vencedor               | %              | Mandatos |
| -------------------------- | ---------------- | ------------------------------ | -------------- | -------- |
| Alcantarilha e Pêra        |                  | Partido Socialista             | 38,77 / 100,00 | 4 / 9    |
| Algoz e Tunes              |                  | Partido Social Democrata       | 46,70 / 100,00 | 5 / 9    |
| Armação de Pêra            |                  | Partido Social Democrata       | 51,20 / 100,00 | 6 / 9    |
| São Bartolomeu de Messines |                  | Coligação Democrática Unitária | 80,45 / 100,00 | 11 / 13  |
| São Marcos da Serra        |                  | Partido Social Democrata       | 61,34 / 100,00 | 6 / 9    |
| Silves                     |                  | Coligação Democrática Unitária | 66,30 / 100,00 | 10 / 13  |

### Tavira

#### Câmara Municipal
| Partido                 | Partido                        | Votos  | %               | +/-   | Vereadores | +/-     |
| ----------------------- | ------------------------------ | ------ | --------------- | ----- | ---------- | ------- |
|                         | Partido Socialista             | 6 973  | 58,35 / 100,00  | 12,35 | 5 / 7      | 1       |
|                         | Partido Social Democrata       | 2 630  | 22,01 / 100,00  | -     | 2 / 7      | -       |
|                         | Bloco de Esquerda              | 559    | 4,68 / 100,00   | 0,57  | 0 / 7      | Estável |
|                         | Coligação Democrática Unitária | 542    | 4,54 / 100,00   | 2,38  | 0 / 7      | Estável |
|                         | Nós, Cidadãos!                 | 364    | 3,05 / 100,00   | Novo  | 0 / 7      | Novo    |
|                         | CDS – Partido Popular          | 273    | 2,28 / 100,00   | -     | 0 / 7      | -       |
| Votos Inválidos         | Votos Inválidos                | 609    | 5,10 / 100,00   | 1,80  |            |         |
| Total                   | Total                          | 11 950 | 100,00 / 100,00 |       | 7 / 7      |         |
| Eleitorado/Participação | Eleitorado/Participação        | 22 440 | 53,25 / 100,00  | 1,72  |            |         |

| Freguesia                        | %     | %     | %    | %    | %    | %    | Votantes |
| Freguesia                        | PS    | PSD   | BE   | CDU  | NC   | CDS  | Votantes |
| -------------------------------- | ----- | ----- | ---- | ---- | ---- | ---- | -------- |
| Cachopo                          | 50,12 | 37,77 | 0,48 | 3,09 | 1,66 | 1,19 | 421      |
| Conceição e Cabanas de Tavira    | 59,97 | 18,67 | 6,75 | 3,65 | 4,37 | 1,67 | 1 259    |
| Luz de Tavira e Santo Estêvão    | 63,46 | 16,30 | 4,66 | 4,49 | 3,69 | 1,50 | 2 061    |
| Santa Catarina da Fonte do Bispo | 72,58 | 16,45 | 3,44 | 1,51 | 0,65 | 0,65 | 930      |
| Santa Luzia                      | 53,57 | 19,52 | 5,74 | 8,80 | 3,95 | 3,06 | 784      |
| Tavira (Santa Maria e Santiago)  | 55,49 | 24,54 | 4,60 | 4,74 | 2,91 | 2,86 | 6 495    |
| Tavira                           | 58,35 | 22,01 | 4,68 | 4,54 | 3,05 | 2,28 | 11 950   |

#### Assembleia Municipal
| Partido                 | Partido                        | Votos  | %               | +/-   | Deputados | +/-     |
| ----------------------- | ------------------------------ | ------ | --------------- | ----- | --------- | ------- |
|                         | Partido Socialista             | 6 526  | 54,61 / 100,00  | 12,76 | 13 / 21   | 3       |
|                         | Partido Social Democrata       | 2 504  | 20,95 / 100,00  | -     | 5 / 21    | -       |
|                         | Bloco de Esquerda              | 677    | 5,67 / 100,00   | 0,15  | 1 / 21    | Estável |
|                         | Coligação Democrática Unitária | 636    | 5,32 / 100,00   | 2,69  | 1 / 21    | Estável |
|                         | Nós, Cidadãos!                 | 631    | 5,28 / 100,00   | Novo  | 1 / 21    | Novo    |
|                         | CDS – Partido Popular          | 339    | 2,84 / 100,00   | -     | 0 / 21    | -       |
| Votos Inválidos         | Votos Inválidos                | 637    | 5,33 / 100,00   | 2,37  |           |         |
| Total                   | Total                          | 11 950 | 100,00 / 100,00 |       | 21 / 21   |         |
| Eleitorado/Participação | Eleitorado/Participação        | 22 440 | 53,25 / 100,00  | 1,72  |           |         |

| Freguesia                        | %     | %     | %    | %    | %    | %    | Votantes |
| Freguesia                        | PS    | PSD   | BE   | CDU  | NC   | CDS  | Votantes |
| -------------------------------- | ----- | ----- | ---- | ---- | ---- | ---- | -------- |
| Cachopo                          | 50,36 | 37,29 | 0,24 | 3,80 | 1,90 | 0,95 | 421      |
| Conceição e Cabanas de Tavira    | 56,24 | 17,87 | 8,74 | 4,13 | 5,00 | 2,62 | 1 259    |
| Luz de Tavira e Santo Estêvão    | 59,73 | 17,27 | 5,34 | 5,34 | 5,05 | 1,55 | 2 061    |
| Santa Catarina da Fonte do Bispo | 69,68 | 18,06 | 3,87 | 1,29 | 0,97 | 0,75 | 930      |
| Santa Luzia                      | 51,53 | 15,94 | 8,16 | 9,44 | 5,87 | 2,93 | 784      |
| Tavira (Santa Maria e Santiago)  | 51,16 | 22,68 | 5,48 | 5,73 | 6,17 | 3,70 | 6 495    |
| Tavira                           | 54,61 | 20,95 | 5,67 | 5,32 | 5,28 | 2,84 | 11 950   |

#### Juntas de Freguesia
| Partido                 | Partido                        | Votos  | %               | +/-   | Presidentes | +/-     | Mandatos | +/-     |
| ----------------------- | ------------------------------ | ------ | --------------- | ----- | ----------- | ------- | -------- | ------- |
|                         | Partido Socialista             | 7 818  | 65,42 / 100,00  | 18,35 | 6 / 6       | 1       | 41 / 56  | 10      |
|                         | Partido Social Democrata       | 1 523  | 12,74 / 100,00  | -     | 0 / 6       | -       | 7 / 56   | -       |
|                         | Grupo de Cidadãos              | 859    | 7,19 / 100,00   | 10,28 | 0 / 6       | 1       | 6 / 56   | 6       |
|                         | Coligação Democrática Unitária | 600    | 5,02 / 100,00   | 0,40  | 0 / 6       | Estável | 1 / 56   | 1       |
|                         | Bloco de Esquerda              | 532    | 4,45 / 100,00   | 2,94  | 0 / 6       | Estável | 1 / 56   | Aumento |
| Votos Inválidos         | Votos Inválidos                | 618    | 5,17 / 100,00   | 1,29  |             |         |          |         |
| Total                   | Total                          | 11 950 | 100,00 / 100,00 |       | 6 / 6       |         | 56 / 56  |         |
| Eleitorado/Participação | Eleitorado/Participação        | 22 440 | 53,25 / 100,00  | 1,71  |             |         |          |         |

| Freguesia                        | Partido Vencedor | Partido Vencedor   | %              | Mandatos |
| -------------------------------- | ---------------- | ------------------ | -------------- | -------- |
| Cachopo                          |                  | Partido Socialista | 52,73 / 100,00 | 4 / 7    |
| Conceição e Cabanas de Tavira    |                  | Partido Socialista | 50,99 / 100,00 | 5 / 9    |
| Luz de Tavira e Santo Estêvão    |                  | Partido Socialista | 67,78 / 100,00 | 7 / 9    |
| Santa Catarina da Fonte do Bispo |                  | Partido Socialista | 79,89 / 100,00 | 8 / 9    |
| Santa Luzia                      |                  | Partido Socialista | 66,07 / 100,00 | 7 / 9    |
| Tavira (Santa Maria e Santiago)  |                  | Partido Socialista | 66,14 / 100,00 | 10 / 13  |

### Vila do Bispo

#### Câmara Municipal
| Partido                 | Partido                        | Votos | %               | +/-  | Vereadores | +/-     |
| ----------------------- | ------------------------------ | ----- | --------------- | ---- | ---------- | ------- |
|                         | Partido Socialista             | 1 484 | 54,94 / 100,00  | 3,20 | 4 / 5      | 1       |
|                         | PSD-CDS-MPT-PPM                | 646   | 23,92 / 100,00  | -    | 1 / 5      | -       |
|                         | Bloco de Esquerda              | 196   | 7,26 / 100,00   | -    | 0 / 5      | -       |
|                         | Coligação Democrática Unitária | 129   | 4,78 / 100,00   | 0,57 | 0 / 5      | Estável |
|                         | Vila do Bispo Tem Futuro       | 129   | 4,78 / 100,00   | Novo | 0 / 5      | Novo    |
| Votos Inválidos         | Votos Inválidos                | 117   | 4,33 / 100,00   | 0,27 |            |         |
| Total                   | Total                          | 2 701 | 100,00 / 100,00 |      | 5 / 5      |         |
| Eleitorado/Participação | Eleitorado/Participação        | 4 115 | 65,64 / 100,00  | 0,70 |            |         |

| Freguesia                 | %     | %                  | %     | %    | %    | Votantes |
| Freguesia                 | PS    | PSD- CDS- MPT- PPM | BE    | CDU  | VBTF | Votantes |
| ------------------------- | ----- | ------------------ | ----- | ---- | ---- | -------- |
| Barão de São Miguel       | 62,98 | 12,15              | 6,08  | 6,63 | 8,84 | 181      |
| Budens                    | 58,64 | 24,38              | 7,55  | 2,90 | 1,89 | 689      |
| Sagres                    | 59,06 | 20,08              | 5,02  | 6,30 | 5,91 | 1 016    |
| Vila do Bispo e Raposeira | 44,91 | 30,92              | 10,06 | 4,05 | 4,91 | 815      |
| Vila do Bispo             | 54,94 | 23,92              | 7,26  | 4,78 | 4,78 | 2 701    |

#### Assembleia Municipal
| Partido                 | Partido                        | Votos | %               | +/-  | Deputados | +/-     |
| ----------------------- | ------------------------------ | ----- | --------------- | ---- | --------- | ------- |
|                         | Partido Socialista             | 1 344 | 49,76 / 100,00  | 2,38 | 9 / 15    | Estável |
|                         | PSD-CDS-MPT-PPM                | 623   | 23,07 / 100,00  | -    | 4 / 15    | -       |
|                         | Bloco de Esquerda              | 342   | 12,66 / 100,00  | 4,03 | 2 / 15    | 1       |
|                         | Coligação Democrática Unitária | 132   | 4,89 / 100,00   | 0,93 | 0 / 15    | Estável |
|                         | Vila do Bispo Tem Futuro       | 125   | 4,63 / 100,00   | Novo | 0 / 15    | Novo    |
| Votos Inválidos         | Votos Inválidos                | 135   | 4,99 / 100,00   | 0,68 |           |         |
| Total                   | Total                          | 2 701 | 100,00 / 100,00 |      | 15 / 15   |         |
| Eleitorado/Participação | Eleitorado/Participação        | 4 115 | 65,64 / 100,00  | 0,70 |           |         |

| Freguesia                 | %     | %                  | %     | %    | %    | Votantes |
| Freguesia                 | PS    | PSD- CDS- MPT- PPM | BE    | CDU  | VBTF | Votantes |
| ------------------------- | ----- | ------------------ | ----- | ---- | ---- | -------- |
| Barão de São Miguel       | 62,98 | 12,15              | 6,08  | 7,18 | 6,63 | 181      |
| Budens                    | 54,57 | 24,53              | 9,87  | 3,77 | 2,03 | 689      |
| Sagres                    | 52,85 | 20,57              | 9,15  | 6,40 | 6,40 | 1 016    |
| Vila do Bispo e Raposeira | 38,90 | 27,36              | 20,86 | 3,44 | 4,17 | 815      |
| Vila do Bispo             | 49,76 | 23,07              | 12,66 | 4,89 | 4,63 | 2 701    |

#### Juntas de Freguesia
| Partido                 | Partido                        | Votos | %               | +/-   | Presidentes | +/-     | Mandatos | +/-     |
| ----------------------- | ------------------------------ | ----- | --------------- | ----- | ----------- | ------- | -------- | ------- |
|                         | Partido Socialista             | 940   | 34,80 / 100,00  | 13,71 | 1 / 4       | 1       | 12 / 34  | 5       |
|                         | PSD-CDS-MPT-PPM                | 701   | 25,95 / 100,00  | -     | 1 / 4       | -       | 8 / 34   | -       |
|                         | Grupo de Cidadãos              | 591   | 21,88 / 100,00  | 17,28 | 2 / 4       | 1       | 11 / 34  | 5       |
|                         | Bloco de Esquerda              | 201   | 7,44 / 100,00   | -     | 0 / 4       | -       | 2 / 34   | -       |
|                         | Coligação Democrática Unitária | 127   | 4,70 / 100,00   | 0,48  | 0 / 4       | Estável | 1 / 34   | Estável |
| Votos Inválidos         | Votos Inválidos                | 141   | 5,22 / 100,00   | 0,39  |             |         |          |         |
| Total                   | Total                          | 2 701 | 100,00 / 100,00 |       | 4 / 4       |         | 34 / 34  |         |
| Eleitorado/Participação | Eleitorado/Participação        | 4 115 | 65,64 / 100,00  | 0,70  |             |         |          |         |

| Freguesia                 | Partido Vencedor | Partido Vencedor         | %              | Mandatos |
| ------------------------- | ---------------- | ------------------------ | -------------- | -------- |
| Barão de São Miguel       |                  | Grupo de Cidadãos        | 73,48 / 100,00 | 6 / 7    |
| Budens                    |                  | Partido Socialista       | 52,98 / 100,00 | 6 / 9    |
| Sagres                    |                  | Partido Social Democrata | 45,08 / 100,00 | 5 / 9    |
| Vila do Bispo e Raposeira |                  | PSD-CDS-MPT-PPM          | 39,75 / 100,00 | 4 / 9    |

### Vila Real de Santo António

#### Câmara Municipal
| Partido                 | Partido                        | Votos  | %               | +/-  | Vereadores | +/-     |
| ----------------------- | ------------------------------ | ------ | --------------- | ---- | ---------- | ------- |
|                         | Partido Social Democrata       | 4 279  | 44,95 / 100,00  | 8,66 | 4 / 7      | Estável |
|                         | Partido Socialista             | 2 861  | 30,05 / 100,00  | 7,04 | 2 / 7      | Estável |
|                         | Coligação Democrática Unitária | 1 789  | 18,79 / 100,00  | 5,82 | 1 / 7      | Estável |
|                         | Bloco de Esquerda              | 258    | 2,71 / 100,00   | 1,06 | 0 / 7      | Estável |
| Votos Inválidos         | Votos Inválidos                | 333    | 3,50 / 100,00   | 2,04 |            |         |
| Total                   | Total                          | 9 520  | 100,00 / 100,00 |      | 7 / 7      |         |
| Eleitorado/Participação | Eleitorado/Participação        | 16 994 | 56,02 / 100,00  | 3,61 |            |         |

| Freguesia                  | %     | %     | %     | %    | Votantes |
| Freguesia                  | PSD   | PS    | CDU   | BE   | Votantes |
| -------------------------- | ----- | ----- | ----- | ---- | -------- |
| Monte Gordo                | 50,96 | 28,95 | 15,35 | 1,92 | 1 772    |
| Vila Nova de Cacela        | 45,23 | 34,38 | 11,71 | 3,74 | 1 844    |
| Vila Real de Santo António | 43,06 | 29,03 | 22,04 | 2,63 | 5 904    |
| Vila Real de Santo António | 44,95 | 30,05 | 18,79 | 2,71 | 9 520    |

#### Assembleia Municipal
| Partido                 | Partido                        | Votos  | %               | +/-  | Deputados | +/-     |
| ----------------------- | ------------------------------ | ------ | --------------- | ---- | --------- | ------- |
|                         | Partido Social Democrata       | 3 964  | 41,64 / 100,00  | 8,60 | 9 / 21    | 3       |
|                         | Partido Socialista             | 3 035  | 31,88 / 100,00  | 6,80 | 7 / 21    | 2       |
|                         | Coligação Democrática Unitária | 1 646  | 17,29 / 100,00  | 3,06 | 4 / 21    | 1       |
|                         | Bloco de Esquerda              | 505    | 5,30 / 100,00   | 0,54 | 1 / 21    | Estável |
| Votos Inválidos         | Votos Inválidos                | 370    | 3,88 / 100,00   | 1,81 |           |         |
| Total                   | Total                          | 9 520  | 100,00 / 100,00 |      | 21 / 21   |         |
| Eleitorado/Participação | Eleitorado/Participação        | 16 994 | 56,02 / 100,00  | 3,60 |           |         |

| Freguesia                  | %     | %     | %     | %    | Votantes |
| Freguesia                  | PSD   | PS    | CDU   | BE   | Votantes |
| -------------------------- | ----- | ----- | ----- | ---- | -------- |
| Monte Gordo                | 44,19 | 34,99 | 8,63  | 9,20 | 1 772    |
| Vila Nova de Cacela        | 42,52 | 34,54 | 11,23 | 6,40 | 1 844    |
| Vila Real de Santo António | 40,60 | 30,12 | 21,78 | 3,79 | 5 904    |
| Vila Real de Santo António | 41,64 | 31,88 | 17,29 | 5,30 | 9 520    |

#### Juntas de Freguesia
| Partido                 | Partido                        | Votos  | %               | +/-  | Presidentes | +/-     | Mandatos | +/-     |
| ----------------------- | ------------------------------ | ------ | --------------- | ---- | ----------- | ------- | -------- | ------- |
|                         | Partido Social Democrata       | 3 997  | 41,99 / 100,00  | 8,36 | 2 / 3       | 1       | 15 / 31  | 3       |
|                         | Partido Socialista             | 3 248  | 34,12 / 100,00  | 7,12 | 1 / 3       | 1       | 11 / 31  | 2       |
|                         | Coligação Democrática Unitária | 1 606  | 16,87 / 100,00  | 4,52 | 0 / 3       | Estável | 5 / 31   | 1       |
|                         | Bloco de Esquerda              | 321    | 3,37 / 100,00   | 0,54 | 0 / 3       | Estável | 0 / 31   | Estável |
| Votos Inválidos         | Votos Inválidos                | 348    | 3,65 / 100,00   | 1,82 |             |         |          |         |
| Total                   | Total                          | 9 520  | 100,00 / 100,00 |      | 3 / 3       |         | 31 / 31  |         |
| Eleitorado/Participação | Eleitorado/Participação        | 16 994 | 56,02 / 100,00  | 3,60 |             |         |          |         |

| Freguesia                  | Partido Vencedor | Partido Vencedor         | %              | Mandatos |
| -------------------------- | ---------------- | ------------------------ | -------------- | -------- |
| Monte Gordo                |                  | Partido Social Democrata | 46,05 / 100,00 | 5 / 9    |
| Vila Nova de Cacela        |                  | Partido Socialista       | 43,22 / 100,00 | 4 / 9    |
| Vila Real de Santo António |                  | Partido Social Democrata | 41,70 / 100,00 | 6 / 13   |